# Conquest
Conquest je třinácté studiové album britské hard rockové skupiny Uriah Heep, vydané v roce 1980. Jedná se o jejich jediné album, na kterém se podílel pianista a zpěvák John Sloman.

## Seznam skladeb
1. "No Return" (Trevor Bolder, Mick Box, Ken Hensley) – 6:07
2. "Imagination" (Hensley) – 5:49
3. "Feelings" (Hensley) – 5:26
4. "Fools" (Bolder) – 5:03
5. "Carry On" (Hensley) – 3:57
6. "Won't Have to Wait Too Long" (Bolder, Box, Hensley) – 4:54
7. "Out on the Street" (Hensley) – 5:57
8. "It Ain't Easy" (Bolder) – 5:45

## Sestava
- John Sloman – zpěv, piáno
- Mick Box – kytara
- Ken Hensley – klávesy, syntezátor, kytara, doprovodný zpěv
- Trevor Bolder – baskytara
- Chris Slade – bicí

## Umístění
| Rok  | Žebříček        | Pozice |
| ---- | --------------- | ------ |
| 1980 | UK Albums Chart | 37     |